# Wobeser (Adelsgeschlecht)

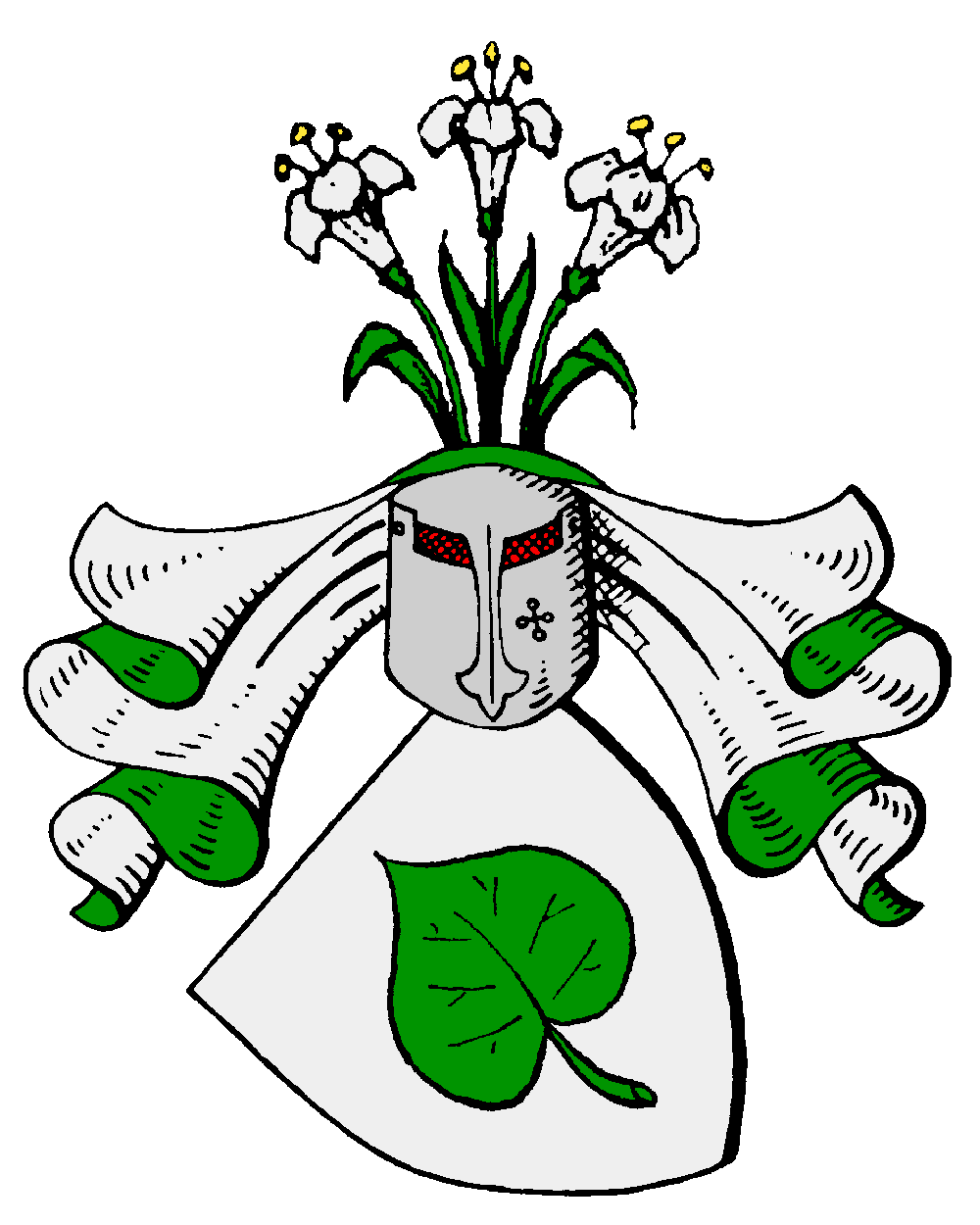
Wappen derer von Wobeser

Wobeser ist der Name eines Uradelsgeschlechts aus dem Herzogtum Pommern mit dem gleichnamigen Stammhaus bei Rummelsburg.

## Geschichte
Bereits um 1270 wird mit Tezlav Wobeser ein früher Angehöriger der Familie urkundlich genannt. 1300 wird das gleichnamige Stammgut Wobeser im Kreis Rummelsburg im Besitz von Klaus Wobeser urkundlich erwähnt. Auch Missow bei Stolp gehörte zu den Stammgütern der Familie. Die sichere Stammreihe des Geschlechts beginnt 1383 mit Jacob von Wobeser. Später breitete sich die Familie nach Preußen bzw. der Neumark und der Lausitz aus.
Die Familie konnte in Pommern mehrmals einflussreiche Verwaltungsstellen besetzten und stellte neben den untenstehend genannten Landräten und Generälen, der Monarchie zahlreiche weitere hohe Beamte und Offiziere. So war Jakob von Wobeser 1529 Hofmarschall und Kanzler in Pommern, sowie Hauptmann zu Lauenburg, Jakob II. von Wobeser war 1573 Hauptmann zu Colbatz, später ebenfalls Hauptmann zu Lauenburg, 1620 schließlich Oberhofmarschall in Stettin und Christian Friedrich von Wobeser (1702–nach 1769) war Regierungsrat in Küstrin.
1795 wurde ein preußisches Diplom zur Adelslegitimation für die natürlichen Kinder des Friedrich Bogislaw von Woberser, bei Beibehaltung des väterlichens Wappens erlassen.
1895 kam es zur Wappen- und Namensvereinigung für die Brüder Tetzlaff und Otto von Wobeser, Adoptivsöhne ihres Oheims Karl von Warnstedt, die sich fortan von Wobeser-Warnstedt nannten.
Durch Vertrag vom 10. März 1905 adoptierte Reinhardt von Fontenay (* 1851), Pastor in Segeberg, die Geschwister Elisabeth (* 1887), ⚭ 1915 Dr. med Albert Henningsen und Hans (* 1893), preußischer Oberleutnant, welche den Namen Fontenay von Wobeser führten.

## Wappen
Das Stammwappen zeigt in Silber ein grünes Mummelblatt. Auf dem gekrönten Helm mit grün-silbernen Decken drei natürliche silberne Lilien an grün-beblätterten Stängeln.

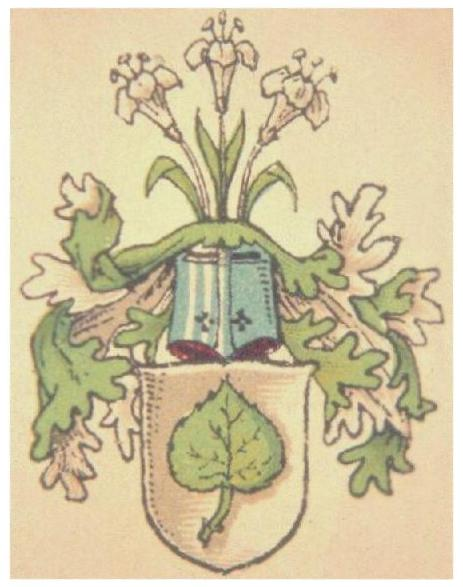
Wappen derer von Wobeser
Wappen derer von Wobeser

## Angehörige
- Jacob Wobeser (um 1495–nach 1543), Kanzler in Pommern und Vertrauter von Herzog Barnim XI.
- Paul Wobeser (16. Jh.), pommerscher Söldnerführer und Gutsbesitzer
- Georg Boguslav von Wobeser (1653–1724), preußischer Generalleutnant
- Peter von Wobeser (1670–1721?), kaiserlicher Generalfeldwachtmeister
- Jacob Eckart von Wobeser († 1743), kursächsischer Amtshauptmann, Kammerherr, Bergrat und Landeshauptmann der Oberlausitz
- Peter Heinrich von Wobeser (1683–1753), Kammerpräsident in Küstrin
- Joachim Wocislaus von Wobeser (1685–1746), preußischer Generalmajor
- Peter Christian von Wobeser (1687–1759), Landrat des Luckenwaldeschen Kreises
- Hans Wotislaw von Wobeser (1704–1776), Landrat und Landesdirektor des Kreises Landsberg
- Balthasar Ludwig von Wobeser (1721–1796), Landrat des Rummelsburger Kreises
- Ernst Wratislaw Wilhelm von Wobeser (1727–1795), Offizier, Theologe und Dichter
- Franz Dietrich von Wobeser (1730–1807), Landrat des Stargarder Kreises
- Jacob Otto von Wobeser (1738–1811), Direktor der Kriegs- und Domänenkammer in Bromberg, Landrat des Kreises Deutsch Krone
- Otto Ludwig von Wobeser (1745–1805), preußischer Generalmajor
- Karl Georg Friedrich von Wobeser (1750–1823), preußischer Generalleutnant
- Wilhelmine Karoline von Wobeser (1769–1807), deutsche Schriftstellerin